# 佐賀県看護協会

公益社団法人佐賀県看護協会（こうえきしゃだんほうじんさがけんかんごきょうかい、英称：Saga Nursing Association、略称：SNA）は、佐賀県知事所管の佐賀県の保健師、助産師、看護師、准看護師を会員とする公益社団法人。法人番号は「1300005000022」。

## 沿革
- 1946年（昭和21年） - 前身の日本看護協会佐賀県支部を設立。
- 1983年（昭和58年） - 社団法人佐賀県看護協会へ改組。
- 1990年（平成02年）10月 - 国際助産師連盟（ICM）神戸大会の国際評議会で、5月5日を「国際助産師の日」とすることを決定。1992年5月5日を最初の「国際助産師の日」とした啓もう日となる。
- 1990年（平成02年）12月 - 『看護の日』（看護週間）制定、翌年より「国際看護師の日」でもある5月12日が啓もう日となる。
- 2013年（平成25年）4月1日 - 公益社団法人佐賀県看護協会へ移行。
- 2016年（平成28年） - 創設70周年を迎える。

## 本部所在地
〒849-0201 佐賀県佐賀市久保田町大字徳万1997-1